# Vavincourt
Vavincourt is een gemeente in het Franse departement Meuse in de regio Grand Est. De gemeente telde 532 inwoners op 1 januari 2022.
De gemeente maakt deel uit van het kanton Bar-le-Duc-2 in het arrondissement Bar-le-Duc. Voor 22 maart 2015 was het de hoofdplaats van het kanton Vavincourt, dat die dag werd opgeheven. De gemeente maakt deel uit van de Communauté d'Agglomération Bar-le-Duc Sud Meuse, een samenwerkingsverband tussen 33 gemeenten.

## Geografie
De oppervlakte van Vavincourt bedraagt 15,93 vierkante kilometer; Op 1 januari 2022 was de bevolkingsdichtheid 33,4 inwoners per km².
De onderstaande kaart toont de ligging van Vavincourt met de belangrijkste infrastructuur en aangrenzende gemeenten.

## Demografie
Onderstaande figuur toont het verloop van het inwonertal.